# Wahlkreis Tempelhof-Schöneberg 2
Der Wahlkreis Tempelhof-Schöneberg 2 ist ein Abgeordnetenhauswahlkreis in Berlin. Er gehört zum Wahlkreisverband Tempelhof-Schöneberg und umfasst im Ortsteil Schöneberg unter anderem den Bayerischen Platz, das Rathaus Schöneberg, den Richard-von-Weizsäcker-Platz, die Hauptstraße und Teile der Schöneberger Insel.

## Abgeordnetenhauswahl 2023
Bei der Wahl zum Abgeordnetenhaus von Berlin 2023 traten folgende Kandidaten an:
| Direktkandidat                    | Partei           | Erststimmen | Zweitstimmen |
| --------------------------------- | ---------------- | ----------- | ------------ |
| Catherina Pieroth-Manelli         | Grüne            | 36,9 %      | 34,2 %       |
| Michael Biel                      | SPD              | 22,0 %      | 19,3 %       |
| Peter Mair                        | CDU              | 17,7 %      | 17,2 %       |
| Elisabeth Wissel                  | Die Linke        | 11,4 %      | 13,5 %       |
| Frank-Christian Hansel            | AfD              | 03,6 %      | 03,7 %       |
| Reinhard Frede                    | FDP              | 03,0 %      | 03,7 %       |
| Sandrina König                    | Tierschutzpartei | 02,2 %      | 01,8 %       |
| Otto Hempel                       | Die PARTEI       | 01,9 %      | 01,3 %       |
| Frank Denecke                     | dieBasis         | 00,7 %      | 00,6 %       |
| Brian Schmidt                     | Freie Wähler     | 00,5 %      | 00,2 %       |
| –                                 | Volt             | –           | 01,5 %       |
| –                                 | Sonstige         | –           | 03,0 %       |
| Wahlberechtigte: 32.549 Einwohner |                  |             |              |
| Wahlbeteiligung: 66,0 %           |                  |             |              |

## Abgeordnetenhauswahl 2021
Bei der im Nachhinein für ungültig erklärten Wahl zum Abgeordnetenhaus von Berlin 2021 traten folgende Kandidaten an:
| Direktkandidat                    | Partei            | Erststimmen | Zweitstimmen |
| --------------------------------- | ----------------- | ----------- | ------------ |
| Catherina Pieroth-Manelli         | Grüne             | 35,9 %      | 33,0 %       |
| Michael Biel                      | SPD               | 24,1 %      | 19,8 %       |
| Elisabeth Wissel                  | Die Linke         | 13,2 %      | 15,3 %       |
| Peter Mair                        | CDU               | 11,7 %      | 10,6 %       |
| Reinhard Frede                    | FDP               | 04,7 %      | 05,4 %       |
| Frank-Christian Hansel            | AfD               | 03,3 %      | 03,3 %       |
| Sandrina König                    | Tierschutzpartei  | 02,2 %      | 01,4 %       |
| Otto Hempel                       | Die PARTEI        | 02,2 %      | 01,7 %       |
| Frank Denecke                     | dieBasis          | 01,7 %      | 01,4 %       |
| Brian Schmidt                     | Freie Wähler      | 00,9 %      | 00,5 %       |
| –                                 | Volt              | –           | 02,0 %       |
| –                                 | Team Todenhöfer   | –           | 01,5 %       |
| –                                 | Klimaliste Berlin | –           | 01,2 %       |
| –                                 | Sonstige          | –           | 02,9 %       |
| Wahlberechtigte: 32.542 Einwohner |                   |             |              |
| Wahlbeteiligung: 79,0 %           |                   |             |              |

## Abgeordnetenhauswahl 2016
Bei der Wahl zum Abgeordnetenhaus von Berlin 2016 traten folgende Kandidaten an:
| Name                              | Partei           | Erststimmen | Zweitstimmen |
| --------------------------------- | ---------------- | ----------- | ------------ |
| Catherina Pieroth-Manelli         | Grüne            | 30,7 %      | 28,6 %       |
| Anett Seltz                       | SPD              | 28,4 %      | 24,7 %       |
| Elisabeth Wissel                  | Die Linke        | 12,3 %      | 14,4 %       |
| Johannes Werner                   | CDU              | 12,0 %      | 11,4 %       |
| Günther Schönbeck-Von Pelzer      | AfD              | 06,9 %      | 07,0 %       |
| Dagmar Lipper                     | FDP              | 04,5 %      | 05,7 %       |
| Ute Laack                         | Piraten          | 02,4 %      | 02,3 %       |
| Andreas Osowski                   | Die PARTEI       | 02,1 %      | 02,2 %       |
| Christoph Vandreier               | PSG              | 00,5 %      | 00,3 %       |
| –                                 | Tierschutzpartei | 0–          | 01,3 %       |
| –                                 | Sonstige         | 0–          | 02,1 %       |
| Wahlberechtigte: 32.441 Einwohner |                  |             |              |
| Wahlbeteiligung: 70,3 %           |                  |             |              |

## Abgeordnetenhauswahl 2011
Bei der Wahl zum Abgeordnetenhaus von Berlin 2011 traten folgende Kandidaten an:
| Name                              | Partei           | Anteil der Erststimmen | Anteil der Zweitstimmen |
| --------------------------------- | ---------------- | ---------------------- | ----------------------- |
| Lars Oberg                        | SPD              | 36,2 %                 | 25,8 %                  |
| Jürgen Roth                       | Grüne            | 32,5 %                 | 36,0 %                  |
| Christian Zander                  | CDU              | 14,1 %                 | 14,0 %                  |
| Simon Kowalewski                  | Piraten          | 08,3 %                 | 10,2 %                  |
| Tacettin Dagci                    | Die Linke        | 04,9 %                 | 06,1 %                  |
| ?                                 | pro Deutschland  | 01,4 %                 | 00,6 %                  |
| ?                                 | BIG              | 01,4 %                 | 01,2 %                  |
| Mirco Dragowski                   | FDP              | 01,2 %                 | 01,7 %                  |
| –                                 | Tierschutzpartei | –                      | 01,2 %                  |
| –                                 | Die PARTEI       | –                      | 01,1 %                  |
| –                                 | Sonstige         | –                      | 02,1 %                  |
| Wahlberechtigte: 28.074 Einwohner |                  |                        |                         |
| Wahlbeteiligung: 66,4 %           |                  |                        |                         |

## Abgeordnetenhauswahl 2006
Bei der Wahl zum Abgeordnetenhaus von Berlin 2006 traten folgende Kandidaten an:
| Direktkandidat                    | Partei    | Erststimmen | Zweitstimmen |
| --------------------------------- | --------- | ----------- | ------------ |
| Lars Oberg                        | SPD       | 39,9 %      | 32,0 %       |
|                                   | Grüne     | 27,1 %      | 29,7 %       |
|                                   | CDU       | 17,7 %      | 15,7 %       |
|                                   | FDP       | 05,7 %      | 06,5 %       |
|                                   | Die Linke | 04,3 %      | 05,8 %       |
| Sonstige                          | Sonstige  | 05,4 %      | 10,3 %       |
| Wahlberechtigte: 29.438 Einwohner |           |             |              |
| Wahlbeteiligung: 62,8 %           |           |             |              |

## Frühere Wahlkreissieger
Direkt gewählte Abgeordnete des Wahlkreises Tempelhof-Schöneberg 2 waren bis heute:
| Jahr | Name                      | Partei | Erststimmen |
| ---- | ------------------------- | ------ | ----------- |
| 2023 | Catherina Pieroth-Manelli | Grüne  | 36,9 %      |
| 2021 | Catherina Pieroth-Manelli | Grüne  | 35,9 %      |
| 2016 | Catherina Pieroth-Manelli | Grüne  | 36,3 %      |
| 2011 | Lars Oberg                | SPD    | 36,3 %      |
| 2006 | Lars Oberg                | SPD    | 39,0 %      |
| 2001 | Frank Zimmermann          | SPD    | 38,7 %      |
| 1999 | Ingrid Buchholz           | CDU    | 31,6 %      |
| 1995 | Ingrid Buchholz           | CDU    | 38,2 %      |
| 1990 | Ingrid Buchholz           | CDU    | 36,0 %      |

Anmerkung: Die Wahlkreise werden für jede Abgeordnetenhauswahl neu eingeteilt. Der Vorgängerwahlkreis mit ähnlicher Abgrenzung war bei den Wahlen von 1990, 1995 und 1999 der Wahlkreis Schöneberg 2.